# Isleña Airlines
Isleña Airlines (Isleña de Inversiones SA de CV) war eine Fluggesellschaft mit Sitz in La Ceiba, Honduras. Sie betrieb Linien- und Charterflüge nach Miami und Ziele in Honduras und den Cayman-Inseln als Mitglied der TACA Regional Airlines.

## Geschichte
Isleña Airlines wurde 1981 von Arturo Alvaro Wood gegründet und begann den Flugbetrieb am 31. März 1981. Die erste Verbindung war die Linie von La Ceiba nach Roatán. TACA besaß einen Anteil von 20 % an der Gesellschaft.
Aufgrund von Umstrukturierungsmaßnahmen bei Avianca Holdings wurde die Gesellschaft 2013 in Avianca Honduras umbenannt.

## Flugziele
Isleña bediente folgende Flugverbindungen von La Ceiba:
Regional: Guajana, Palacios, Roatán, San Pedro Sula, Tegucigalpa und Utila.
International: Grand Cayman, Miami, Cancún, Guatemala-Stadt.

## Flotte
Mit Stand August 2014 bestand die Flotte der Isleña aus sechs Flugzeugen:
- 5 ATR 42-300
- 1 ATR 72-600